# Reinhard Hundsmüller

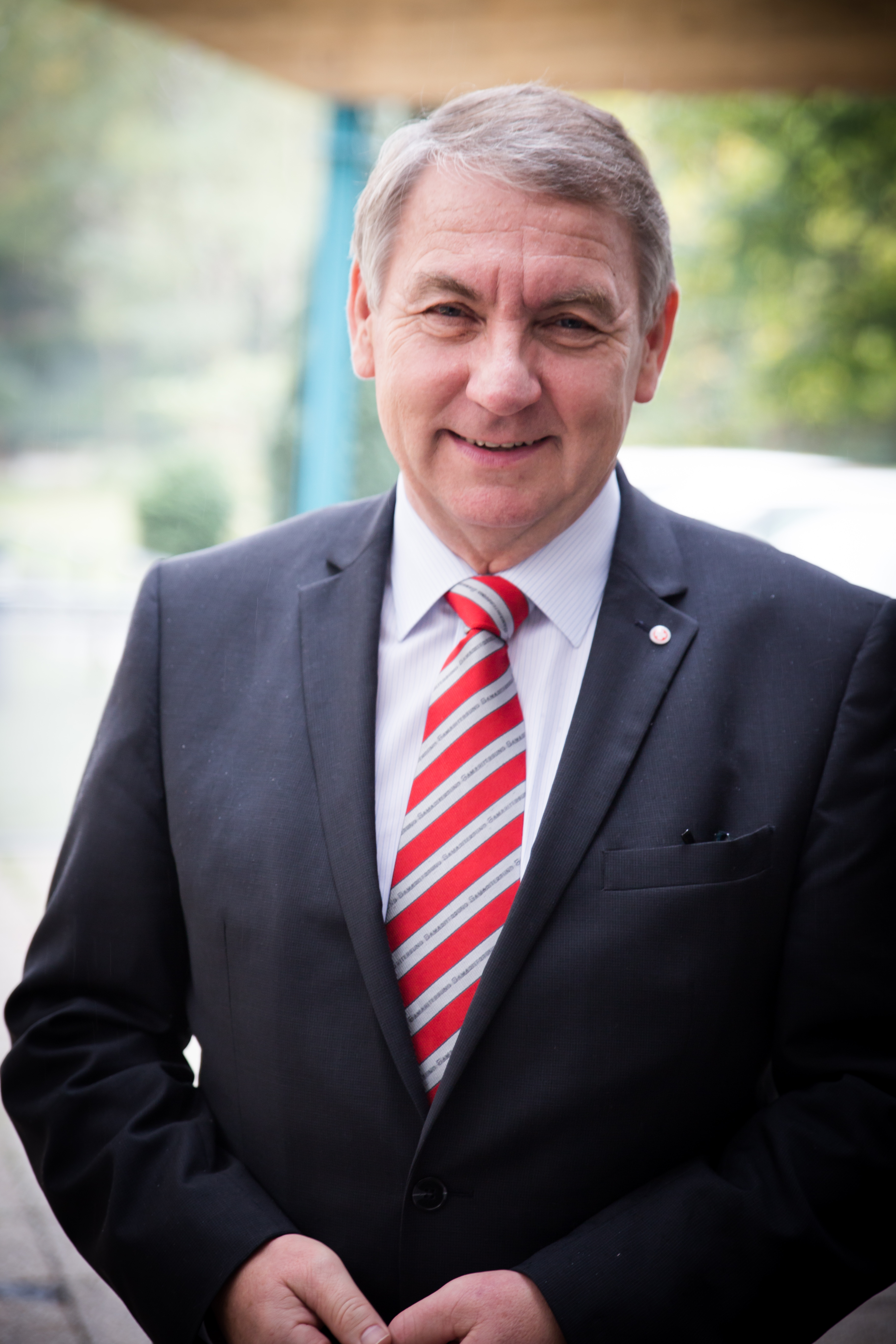
Reinhard Hundsmüller (2015)

Reinhard Hundsmüller (* 3. August 1956 in Walpersbach, Niederösterreich) ist ein ehemaliger österreichischer Politiker (SPÖ) und Polizeibeamter. Von 2018 bis 2023 war er Klubobmann der SPÖ im Niederösterreichischen Landtag, von 2017 bis 2018 war er Landesgeschäftsführer der SPÖ Niederösterreich. 
Seit 2005 ist er außerdem Bundesgeschäftsführer (Bundessekretär und Geschäftsführer) des Arbeiter-Samariter-Bundes Österreichs (ASBÖ).

## Werdegang
Nach den Pflichtschuljahren und dem Besuch der Bundeshandelsakademie trat Hundsmüller im August 1974 in die österreichische Bundespolizei ein, absolvierte bis 1992 bei der Bundespolizeidirektion Wien und in Wiener Neustadt diverse Grund- und Spezialausbildungen und hatte diverse Führungsfunktionen – wie z. B. Kommandant eines Mobilen Einsatzkommandos.
Im September 1992 wurde Hundsmüller ins österreichische Bundesministerium für Inneres versetzt, wo er als Organisations- und Personalreferent tätig war. Parallel dazu absolvierte er zwischen 1992 und 1998 eine berufsbegleitende Ausbildung für den rechtskundigen Dienst im Bundesdienst.
Am 1. Januar 2000 wurde Hundsmüller Stabschef des Generaldirektors für die öffentliche Sicherheit, und ein Jahr später erfolgte zusätzlich die Bestellung zum Leiter der Rechts- und Grundsatzabteilung der Generaldirektion für die öffentliche Sicherheit (GDföS). Am 1. Dezember 2002 wurde er Leiter der Abteilung für Spionageabwehr und Terrorismusbekämpfung im Bundesamt für Verfassungsschutz und Terrorismusbekämpfung (Staatsschutzabteilung). Am 1. Januar 2003 folgte die Ernennung zum Ministerialrat. 
Am 1. April 2005 wurde Reinhard Hundsmüller als Nachfolger von Dagmar Strauss zum Bundesgeschäftsführer (Bundessekretär und Geschäftsführer) des Arbeiter-Samariter-Bundes Österreichs bestellt. Hundsmüller setzte verstärkt auf Wachstum und machte den ASBÖ zu einer der größten Rettungs- und Sozial-Organisation in Österreich.
Im April 2018 wurde er zum SPÖ-Bezirksparteivorsitzenden von Wiener Neustadt designiert und im Mai 2018 gewählt. Bei der Sitzung des Bezirksvorstandes am 16. September 2021 wurde Petra Vorderwinkler zu seiner Nachfolgerin als SPÖ-Bezirksvorsitzende designiert.

## Auszeichnungen
- 2022: Viktor-Adler-Plakette[4]
- 2023: Silbernes Komturkreuz mit dem Stern des Ehrenzeichens für Verdienste um das Bundesland Niederösterreich[5]